# Jost Schütz
Jost Schütz (Joost) (Schutz, Schütt), död 1674 i Stockholm, var en svensk amiralitetsbildhuggare.
Schütz var gift med en kvinna som avled 1678 och far till Claes och Henrik Schütz samt morfar till Joachim Lütkenschwager. Schütz kom i unga år i flottans tjänst och verkade från 1634 fram till sin död som kunglig amiralitetsbildhuggare vid skeppsgården i Stockholm. Vid skeppsgården fanns på 1620-talet sex bildsnidare varav två var mästare, två mästarsvenner och två bildhuggardrängar. Mästarna stod då i samma löneställning som skeppsbyggmästare. Förutom Schütz var bildsnidaren Hans Jacobson Bryckner även mästare. När Schütz utnämndes till amiralitetsbildhuggare 1634 är det troligt att han efterträdde Bryckner. Inget av Schütz marina arbeten finns bevarade och alla de galjonsfigurer, hackbräden, bilder, ornament och vapen han skulpterade för örlogsfartygen har försvunnit genom skeppsbrott, krigshändelser och att fartygen huggits upp. Men mycket av hans bildhuggeriarbeten finns återutgivet på samtida oljemålningar eller teckningar som är så pass detaljerade att man får en god uppfattning av hans arbete.

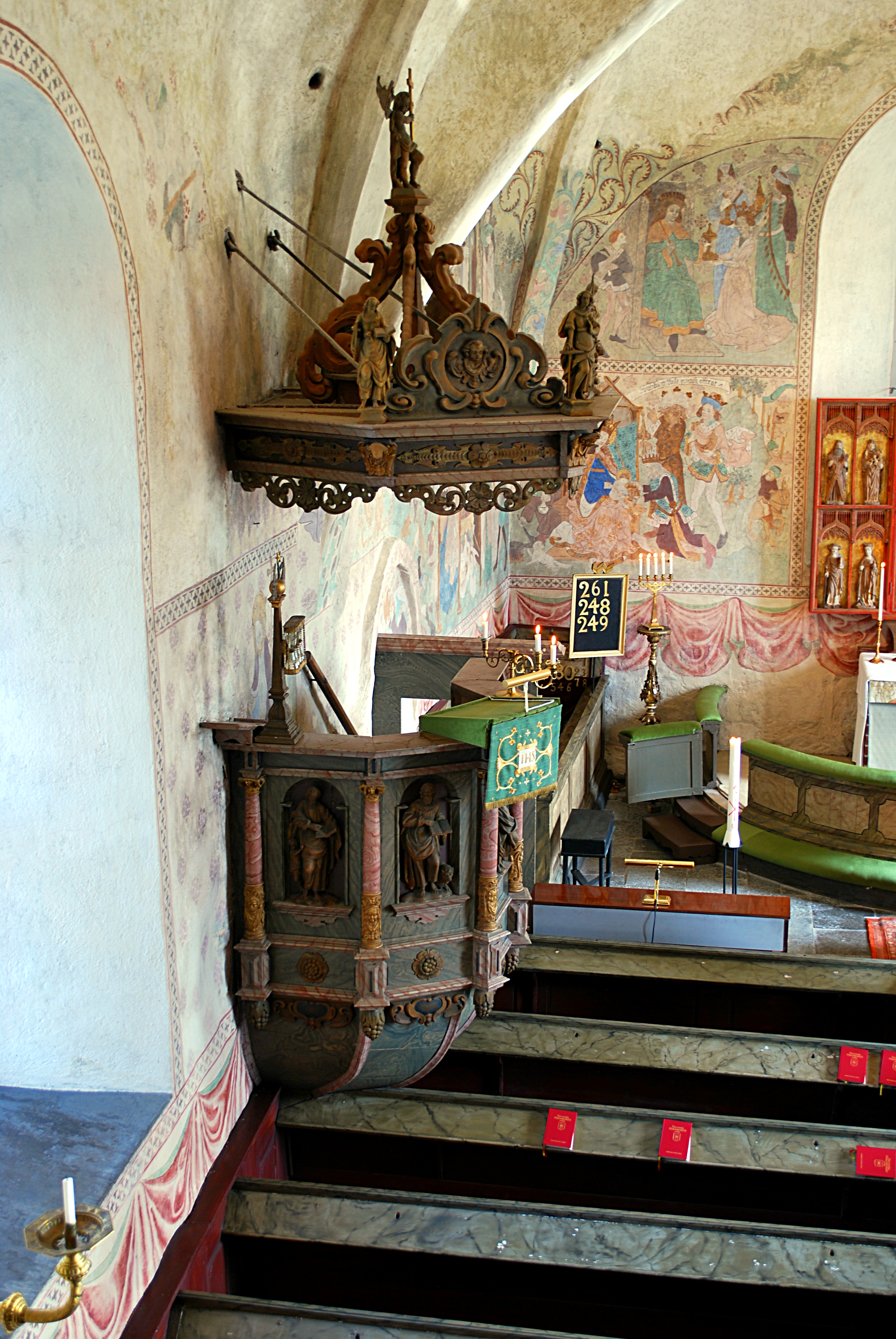
Husby-Sjutolft kyrka, predikstolen i päronträ av Jost Schütz från 1600-talet och väggmålningar av Albertus Pictor från 1470-talet eller 1480-talet.

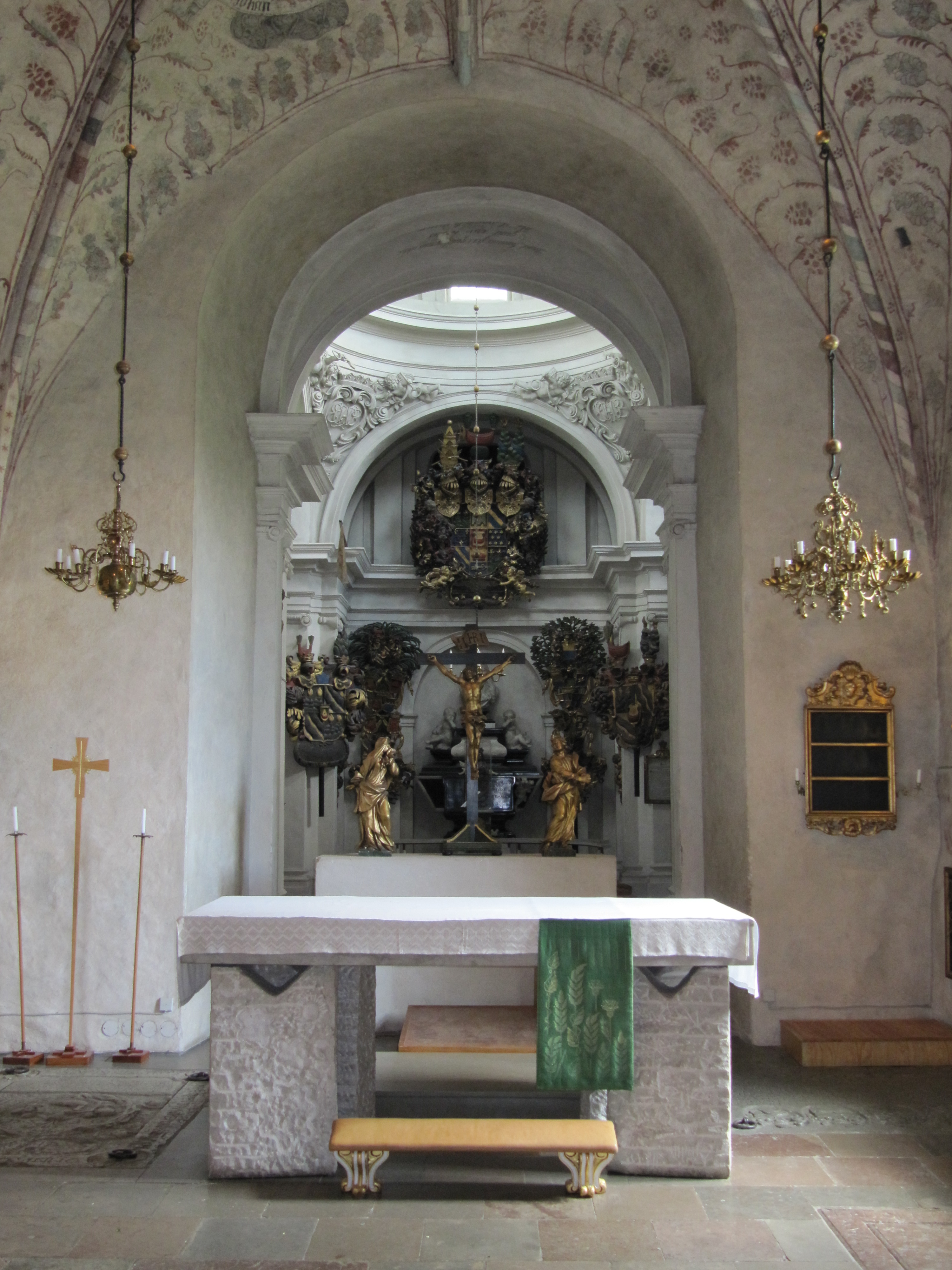
Altare och ingång till Bondeska gravkoret i Spånga kyrka.

Schütz var mästare i Stockholms snickarämbete 1640–1671 och hade en verkstad som sysselsatte tio gesäller och kunde på grund av verkstadens omfattning ta sig andra uppdrag vid sidan av sin tjänst som amiralitetsbildhuggare. För Jacobs kyrka ansvarade han 1643 för hela korinredningen och en altaruppsats med bilder i fyra våningar av konterfejaren Jakob Henrik Elbfas. Han utförde även bildhuggeriarbeten på orgeln 1659–1562 som då ansågs som jämngott med orgelverket i Storkyrkan. För Riddarholmskyrkan skar han 1642 en predikstol och han levererade skulpturdetaljer till Maria Magdalena kyrka samt en predikstol till Husby-Sjutolfts kyrka i Uppland samt Gustav Bondes begravningsvapen till Spånga kyrka. Han högg gjutmodellen till Karl X Gustavs kista 1660 efter Jean de la Vallées ritningar. Dessutom utförde han en mängd profana uppdrag bland annat skulpterade han Gustaf Horns huvudbanér 1650 och tillsammans med Kort Stenkort utförde han inrednings- och snickeriarbetena i Schering Rosenhanes palats i Stockholm.